# Maurice Raichenbach
Maurice Raichenbach (Maurycy Rajchenbach), dit le petit Mozart du damier, né le 12 mai 1915 à Powązki (Varsovie) et décédé le 1er mars 1998 à Garches (Hauts-de-Seine), était un joueur de dames franco-polonais.

## Biographie
À la mort de sa mère en 1919, son père, relieur, émigra en France et résida à Paris en 1923. Maurice Raichenbach était le benjamin d'une fratrie de six.
Il débuta à l'âge de dix ans, et fut champion du club Damier de la Seine en 1929 à quatorze ans, avant de partir pour le Damier parisien.
Il fut ensuite le plus jeune champion du monde, à 18 ans à peine.
Il fut naturalisé Français en novembre 1934, à la suite de cette performance.
Son manager était Max Werschoub.
Après avoir combattu dans les rangs de l'armée française en 1940, il se réfugia dans le Sud de la France en zone libre.
Il quitta le monde de la compétition à trente ans en 1946, et devint homme d'affaires dans le prêt-à-porter, employant jusqu'à deux-cents personnes.

## Palmarès
- Quintuple champion du monde de dames en simple (parties fermées), en 1933, 1934, 1936, 1937, et 1938;
- Champion du monde de dames en simultanée (parties ouvertes), en 1936;
- Double vice-champion du monde en simple, en 1932 et 1945.

Détails de ses huit participations mondiales:
- 1931 quatrième du tournoi (sur cinq, à Paris)
- 1932 battu par Marius Fabre (9-11, à Paris)
- 1933 bat Marius Fabre 11-9 (Paris; il est alors encore polonais)
- 1934 bat R.Keller 13-7 (Amsterdam)
- 1936 bat J.Vos 25-15 (Pays-Bas)
- 1937 bat Ben Springer 26-24 (Pays-Bas)
- 1938 bat R.Keller 17-15 (Pays-Bas)
- 1945 battu par Pierre Ghestem (6-14, à Paris au mois de mai)

## Héritage
Son nom reste attaché à une combinaison, importante en partie classique, caractérisée par une promenade du pion adverse 24 et par l'utilisation du pion 25 avec un coup direct. 
Est aussi appelée « coup Raichenbach » une variante du coup du trombone,.